# Gießen (stacja kolejowa)
Gießen – stacja kolejowa w Gießen, w kraju związkowym Hesja, w Niemczech. Znajduje się tu 7 peronów.